# Umberto Cicconi
Umberto Cicconi, né à Rome le 17 novembre 1958, est un photographe photojournaliste italien.

## Biographie
Umberto Cicconi fut l'ami et le photographe officiel de Bettino Craxi.
Après la mort du leader socialiste, Umberto Cicconi écrit le livre, Les Secrets et méfaits - les deux dernières décennies avec Craxi publié en mai 2005 par Sapere 2000 à Rome, dans lequel il a rassemblé les points de vue, les pensées et les souvenirs de Bettino Craxi.
En janvier 2008, il publie son deuxième livre. Il s'agit d'un livre d'entretiens édité par Luciano Consoli et publié par l'Editrice Consciente de Rome. Dans Umberto C., outre la reconstruction de la vie aventureuse de Cicconi et la description des souvenirs de plus de vingt années passées avec Craxi, des documents importants et inédits tirés de la privé Craxi sont publiés en annexe, le dirigeant socialiste se confie précisément parce Cicconi est un ami de confiance. Dans le livre, entre autres, il décrit le chemin pris par les documents afin de les préserver pendant la période où Craxi vit à Hammamet en exil.
Umberto Cicconi est l'auteur de nombreux livres photographiques avec des photographies de lui-même qu'il a réalisées au cours de sa carrière de photographe indépendant. 
Ses photographies, pendant presque vingt ans, ont été publiées par les revues italiennes (L'Espresso, Panorama, Oggi, Epoca, pour n'en citer que quelques-unes) et des revues étrangères. 
Il a publié aussi de nombreux livres photographiques sur l'histoire de l'Italie, il a réalisé des expositions photographiques, il a eu en charge la revue Italia 900 éditée par la maison Olimpia de Florence. 
Il préside actuellement la Fondazione Allori qui se consacre aux études et recherches à caractère historique, social et politique. 
La fondation détient aussi l'archive Cicconi composé d'archives photographiques historiques qui retracent l'histoire de l'Italie du XIXe siècle à nos jours.